# Reprezentacja Sierra Leone w piłce nożnej mężczyzn
Reprezentacja Sierra Leone od 1970 roku jest członkiem FIFA, a od 1967 – CAF-u. Nigdy nie zakwalifikowała się do mistrzostw świata w piłce nożnej

## Historia
Pierwszy mecz reprezentacji Sierry Leone odbył się 10 sierpnia 1949 roku w Freetown z również brytyjską kolonią Nigerią, który przegrał wynikiem 2:0
W eliminacjach do mistrzostw świata zadebiutowała w 1974 roku. Przegrała już w pierwszej fazie, w dwumeczu okazała się gorsza od Wybrzeża Kości Słoniowej (0:1 i 0:2). Cztery lata później było już lepiej. Udało się przebrnąć przez wstępną fazę rozgrywek dzięki zwycięskiemu dwumeczowi z zespołem Nigru (5:1 i 1:2). W kolejnym etapie gier nie było już tak łatwo. Okazało się, że drużyna Nigerii to zbyt wysokie progi. Mecze zakończyły się wynikami 0:0 i 2:6.
Do kwalifikacji do mistrzostw świata 2014, Sierra Leone zaczyna od drugiej rundy, gdyż podczas losowania liczyła się pozycja w rankingu FIFA na 27 lipca 2011 roku, a wtedy była na 24 miejscu. W kwalifikacjach do mistrzostw świata 2018 poniosła porażkę z Czadem 5 października 2018 roku Sierra Leone Football Association została zawieszona przez FIFA i drużyna została wykluczona z kwalifikacji do Pucharu Narodów Afryki 2019.
Obecnie selekcjonerem kadry Sierra Leone jest John Keister

## Udział wMistrzostwach Świata
- 1930 – 1962 – Nie brało udziału (było kolonią brytyjską)
- 1966 – 1970 – Nie brało udziału (nie było członkiem FIFA)
- 1974 – 1986 – Nie zakwalifikowało się
- 1990 – Nie brało udziału
- 1994 – Wycofało się z eliminacji
- 1998 – 2022 – Nie zakwalifikowało się

## Udział wPucharze Narodów Afryki
- 1957 – 1962 – Nie brało udziału (było kolonią brytyjską)
- 1963 – 1968 – Nie brało udziału (nie było członkiem CAF)
- 1970 – Wycofało się z eliminacji
- 1972 – Nie brało udziału
- 1974 – Nie zakwalifikowało się
- 1976 – Nie brało udziału
- 1978 – Nie zakwalifikowało się
- 1980 – Nie brało udziału
- 1982 – 1984 – Nie zakwalifikowało się
- 1986 – Wycofało się z eliminacji
- 1988 – Nie zakwalifikowało się
- 1990 – Wycofało się z eliminacji
- 1992 – Nie zakwalifikowało się
- 1994 – Faza grupowa
- 1996 – Faza grupowa
- 1998 – Wycofało się z eliminacji
- 2000 – Dyskwalifikacja[2]
- 2002 – 2017 – Nie zakwalifikowało się
- 2019 - Dyskwalifikacja w trakcie eliminacji[3]
- 2021 – Faza grupowa
- 2023 – Nie zakwalifikowało się

## Rekordziści

### Najwięcej występów w kadrze
Zaaktualizowane na 29 marca 2022
| Lp. | Zawodnik       | Występy | Gole | Kariera      |
| --- | -------------- | ------- | ---- | ------------ |
| 1.  | Umaru Bangura  | 55      | 4    | 2006-obecnie |
| 2.  | Ibrahim Bah    | 45      | 3    | 1986–1998    |
| 3.  | Mohamed Kallon | 40      | 8    | 1995–2012    |
| 4.  | Kei Kamara     | 39      | 7    | 2008–2022    |
| 5.  | Sheriff Suma   | 37      | 3    | 2006–2015    |
| 6.  | Mohamed Kamara | 33      | 2    | 2008-obecnie |
| 7.  | Julius Wobay   | 32      | 4    | 2001–2018    |
| 8.  | Kwame Quee     | 31      | 3    | 2012-obecnie |
| 9.  | Ibrahim Kargbo | 30      | 1    | 2000–2013    |
| 10. | Yeami Dunia    | 29      | 0    | 2012-obecnie |

### Najwięcej goli w karierze
| Lp. | Zawodnik         | Występy | Gole | Kariera      |
| --- | ---------------- | ------- | ---- | ------------ |
| 1.  | Mohamed Kallon   | 40      | 8    | 1995-2012    |
| 2.  | Kei Kamara       | 39      | 7    | 2008-2022    |
| 3.  | Lamine Conteh    | 20      | 6    | 1993–2006    |
| 4.  | Alhaji Kamara    | 12      | 5    | 2012-obecnie |
| 5   | Alhassan Kamara  | 16      | 4    | 2012-2018    |
| 5   | Abu Kanu         | 16      | 4    | 1994-2003    |
| 5   | Julius Wobay     | 32      | 4    | 2001–2018    |
| 5   | Mustapha Bungura | 17      | 4    | 2005-2016    |
| 5   | Teteh Bangura    | 12      | 4    | 2011-2014    |
| 5   | Umaru Bangura    | 55      | 4    | 2006-obecnie |